# 布阱棋
布阱棋（Trap），是美國桌游設計師Adolph Eddie Goldfarb在1972年推出的兩人棋類遊戲，其棋具有申請專利，被後來一些桌遊所效仿。

## 棋具
- 6*6*6六角格棋盤，格間有溝槽。

- 每方各三枚，以顏色區分。

- 有眾多長方形柵片，長度為一棋格，雙方共用。

## 規則
- 初始佈置為己棋放於3*3*3六角格圈外圍，每棋中間空一格，兩方相對擺放。

- 每回合玩家任選執行以下兩種動作之二，可重複。
  - 移一己棋至空鄰邊，不可穿過任何柵片。
  - 放一柵片於空溝。

- 讓所有敵棋先不能移動獲勝。

## 外部連結
- 遊戲介紹 （页面存档备份，存于）